# Безумный день инженера Баркасова
«Безумный день инженера Баркасова» — советский комедийный художественный фильм, снятый по мотивам пьесы «Парусиновый портфель» и рассказам Михаила Зощенко. Фильм поставлен на киностудии им. М. Горького, по заказу Государственного комитета СССР по телевидению и радиовещанию, режиссёром Николаем Лырчиковым в 1982 году.

## Сюжет
1920-е годы. Главный герой фильма, инженер Алексей Гаврилович Баркасов (Василий Бочкарёв), целый день попадает в нелепые и анекдотические ситуации.
Он — ответственный работник, руководитель крупного учреждения и совсем вымотался от навалившихся на него неотложных дел. По совету врача (Александр Лазарев) его заместитель (Михаил Кононов) купил для своего начальника два билета в оперетту и приказал секретарше Софочке Крутецкой (Ольга Остроумова) сопровождать Баркасова на вечернем представлении.
Тёща Алексея Гавриловича (Евгения Ханаева) давно намекала своей дочери (Наталья Сайко), что долгое отсутствие её мужа не всегда связано с его работой. Вернувшийся домой за забытыми бумагами, Баркасов сказал, что у него и сегодня загружен целый день. Уходя, он случайно перепутал свой портфель с точно таким же портфелем работавшего в их квартире представителя электроконтроля (Виктор Сергачёв). К ужасу жены, там лежали коробка конфет и цветы.
Тем временем злополучный портфель ещё несколько раз по недоразумению меняет хозяев, а ревнивый муж Софочки (Игорь Дмитриев) вводит в заблуждение Абрамоткина (Пётр Щербаков), ухажёра машинистки Насти Тройкиной (Ирина Резникова), о том, кто с кем должен идти в театр.
Рассерженный Абрамоткин приводит в дом к Насте жену и тёщу Баркасова и только там выясняется, что он оставался верен своей жене, а всё случившееся не больше, чем недоразумение.

## В ролях
- Василий Бочкарёв — Алексей Гаврилович Баркасов
- Наталья Сайко — Зоя Баркасова
- Евгения Ханаева — Алиса Юрьевна, тёща Баркасова
- Валентина Теличкина — няня Анюта
- Михаил Кононов — Иван Тятин, заместитель Баркасова
- Ирина Резникова — Настя Тройкина, машинистка
- Ольга Остроумова — Софочка Крутецкая, секретарь
- Игорь Дмитриев — Юрий Крутецкий
- Андрей Мартынов — поэт Слоняев
- Пётр Щербаков — Абрамоткин, жених Насти Тройкиной
- Борис Новиков — истопник
- Валентина Талызина — Кобылина
- Вячеслав Невинный — Кобылин
- Александр Лазарев - Врач

## Съёмочная группа
- Автор сценария: Александр Хмелик
- Режиссёр-постановщик: Николай Лырчиков
- Оператор-постановщик: Андрей Пашкевич
- Художник-постановщик: Виктор Сафронов
- Композитор: Марк Минков
- Текст песен: Юрий Энтин